# Frédéric-Louis de Wurtemberg
Petit-fils d'Eberhard III de Wurtemberg et d'Anne de Salm-Kyburg, Frédéric-Louis, duc de Wurtemberg, est né à Stuttgart le 5 novembre 1690 et est mort à Guastalla (en Italie) le 19 septembre 1734, sur le champ de bataille.
Il était prince de Wurtemberg-Winnental, général de cavalerie de l'électeur de Saxe et grand maître d'artillerie impériale.
Il est le fils de Frédéric-Charles de Wurtemberg-Winnental qui fut régent du duché pour son neveu Eberhard IV de Wurtemberg,et de Éléonore-Julienne de Brandenbourg-Ansbach.

## Ascendance et famille
Frédéric-Louis est le cinquième et dernier fils du duc Frédéric-Charles de Wurtemberg-Winnental et de son épouse, Éléonore-Julienne de Brandebourg-Ansbach, fille du margrave Albert de Brandebourg-Ansbach.
Les frères et sœurs de Frédéric-Louis sont :
- Charles-Alexandre de Wurtemberg (1684-1737)>
- Dorothée-Charlotte (1685–1687)>
- Frédéric-Charles (1686–1693)
- Henri-Frédéric(1687–1734)
- Maximilien-Emmanuel (1689–1709)
- Christiane-Charlotte (1694–1729).

## Vie et carrière militaire

### Jeunesse et apprentissage
Après de premières études au Collegium illustre de Tübingen, l'académie préférée de la noblesse protestante européenne de cette époque, Frédéric-Louis poursuit sa formation à l'académie de Genève, fondée par Calvin en 1559. Ses frères aînés partant en voyage en 1703, il se joint à eux et arrive à la cour du Prince électeur de Saxe à Dresde où sa tante Eberhardine de Brandebourg-Bayreuth, épouse du roi Auguste II de Pologne (dit Auguste le Fort), est reine. Encore trop jeune pour des voyages plus lointains, il reste à la cour les années suivantes et prolonge son éducation sous la férule de son précepteur.
Puisque rien ne permet de penser que Frédéric-Louis puisse un jour succéder à son père, il est destiné à la carrière militaire comme il est d'usage dans la noblesse de l'époque ; ce faisant, il développe dès sa jeunesse un vif intérêt pour les armes. En 1706, Frédéric-Louis prend part aux combats en Hollande et revient avec le grade de colonel du régiment de la reine.
Au cours de cette période, Ursule-Catherine d'Altenbockum (en), l'ex-épouse du prince Lubomirski, est la maîtresse du roi Auguste le Fort. Comme Frédéric-Louis excelle en société autant que les armes à la main, il intègre le cercle des proches de la princesse puis il assiste à sa disgrâce après qu'elle a donné un fils au roi et été élevée au rang de "Princesse de Teschen" : elle est supplantée par la future comtesse Cosel, Anne-Constance de Brockdorff. Ursule-Catherine s’exile alors dans ses domaines de Hoyerswerda et Breslau tandis que Frédéric-Louis sert dans l'armée hollandaise s'éloignant ainsi de la princesse.

### Faits d'armes avant 1717

#### Guerre de Succession d'Espagne
La guerre de Succession d'Espagne, qui est menée depuis des années notamment aux Pays-Bas, devient désormais le lieu d'apprentissage de Frédéric-Louis, qui combat jusqu'à la fin de la guerre en 1714 avec son frère Henri-Frédéric, de trois ans son aîné.

#### Grande guerre du Nord
Au tournant du siècle, Auguste II se brouille avec son cousin, le roi de Suède Charles XII, ce qui entraîne une des plus grandes guerres européennes.
Au cours de la Grande guerre du Nord, une alliance composée du Danemark, de la Prusse et de la Saxe reconquiert après une campagne en Poméranie différentes possessions suédoises dans le nord de l'Allemagne.
Les opérations les plus importantes de cette guerre sont la prise des îles d'Usedom et de Rügen (en Poméranie) ainsi que le siège de la ville de Stralsund.
Frédéric-Louis participe à toutes ses opérations au sein du contingent saxon et se distingue par sa bravoure et sa clairvoyance. À la fin de la guerre, il conduit, en compagnie des généraux Mayer (danois) et Borck (prussien), les pourparlers de la capitulation suédoise à la Tribseer Tor (Porte de Tribsees) de Stralsund, le 20 décembre 1715.

#### Troisième guerre austro-turque
Le frère aîné de Frédéric-Louis, Charles-Alexandre, combat en 1716 avec l'armée du prince Eugène de Savoie-Carignan lors de la troisième guerre austro-turque. Bien que la cour de Saxe ne soit pas directement impliquée dans ce conflit, Frédéric-Louis souhaite participer à la guerre contre les Ottomans, ce qu'Auguste II lui accorde.
Il combat dans un premier temps au côté de son frère à la bataille de Petrovaradin puis lors du siège de la forteresse de Timişoara, occupée par les Turcs.
En août 1717, les Turcs sont chassés de Belgrade. Sur ces entrefaites, les troupes impériales sont encerclées par l'armée de secours du grand vizir Haci Halil Pasha et contraintes à une guerre sur deux fronts.
Dans cette situation militaire très compliquée, Frédéric-Louis fait preuve de vaillance et d'habileté stratégique, ce pourquoi Charles VI lui confie le commandement du 10e régiment d'infanterie, que son frère Henri-Frédéric détenait jusque-là.
L'empereur le promeut de surcroît maréchal de camp.

### À Dresde jusqu'en 1725
De retour à Dresde en 1718, Frédéric-Louis est élevé au rang de Generalleutnant par Auguste le Fort.
Le 20 août 1719, jour du mariage du prince héritier Auguste avec l'archiduchesse Marie-Josèphe d'Autriche, il est décoré de l'ordre de l'Aigle blanc, une décoration polonaise.
Distingué de la sorte, il rencontre à la cour de Dresde la princesse impériale Catherine de Teschen, revenue entretemps, et commence à courtiser cette femme plus âgée d'une dizaine d'années.
Il reçoit en 1721 comme cadeau de fiançailles le domaine de Neschwitz en Haute-Lusace et confie à l'ancien architecte en chef de Dresde, Johann Friedrich Karcher, le soin de réaménager complètement le château renaissance qui s'y trouve.
Le château baroque qui en résulte à Neschwitz est aujourd'hui encore un des plus beaux domaines de Lusace.
La liaison entre Frédéric-Louis et Catherine de Teschen est manifestement acceptée par le prince de Saxe, mais beaucoup moins par la Maison de Wurtemberg, qui est depuis le milieu du XVIe siècle une des principales familles princières protestantes de l'Empire.
Auguste le Fort s'était converti au catholicisme en 1697 et Frédéric-Louis aurait dû lui aussi, pour se marier avec la princesse impériale, embrasser la foi catholique. Il a après tout des alliés dans sa propre famille, tel que son frère aîné Charles-Alexandre, duc de Wurtemberg devenu catholique dès 1712.
Frédéric se décide à franchir le pas en 1722 et il est marié en toute discrétion à Catherine par un jésuite de Dresde. Il est prévu qu'en cas de décès de son mari, Catherine reprendrait le nom et le blason des Wurtemberg.
Frédéric prend part en 1723 aux fêtes du couronnement de l'empereur Charles VI du Saint-Empire comme roi de Bohème à Prague : il y est fait Generalfeldzeugmeister (grand maître d'artillerie). Le château de Neschwitz est terminé la même année et il peut s'installer avec son épouse dans cette résidence d'été et de chasse.
Son protecteur saxon, Auguste le Fort, le promeut à nouveau, cette fois comme général de cavalerie. Il lui concède aussi un grand jardin à Ostra dans un faubourg de Dresde qui prendra le nom de Friedrichstadt (Ville de Frédéric) en 1731.
Catherine charge l'architecte militaire Johann Christoph von Naumann d'édifier sur ce terrain une maison de bal, avec un hall d'entrée octogonal et une salle des fêtes au-dessus, aussi bien que de réorganiser le terrain en un jardin à l'anglaise baroque. Ce bâtiment est aujourd'hui intégré dans le complexe hospitalier de Dresde-Friedrichstadt. Le couple possède également un palais dans Dresde, situé Inneren Pirnaischen Gasse (aujourd'hui la Landhausstraße).

### Faits d'armes entre 1717 et 1734

#### Occupation du duché de Parme
De nouveau au service de l'empereur à partir de 1725, Frédéric-Louis ne retourne pas toutefois immédiatement au combat.
Mais lorsque le dernier duc de Parme, Antoine Farnèse, meurt sans descendance en janvier 1731, Charles VI envoie des troupes, commandées par Frédéric-Louis, occuper Parme.
Cette opération est brève car Élisabeth Farnèse, la nièce et héritière du défunt duc de Parme et femme du roi d'Espagne Philippe V, fait valoir ses droits à la succession afin de transmettre le duché à son fils aîné, le futur roi Charles III.

#### Répression du soulèvement en Corse
Déjà depuis 1729 la population corse se révolte contre les Génois quand ces derniers font appel à l'empereur Charles VI. Celui-ci met à disposition ses soldats et envoie Frédéric-Louis sur l'île avec 7 000 hommes d'infanterie. Les troupes débarquent le 7 avril 1732. Le commandant en chef tente d'abord de parvenir à une solution négociée. Il rencontre à cette fin le prêtre Franciscain (et futur canonisé) Théophile de Corte qui intercède en faveur d'un règlement pacifique. Il propose aux révoltés une amnistie totale à condition de déposer les armes. La proposition est repoussée.
Frédéric-Louis ordonne alors une large offensive, menée par le prince de Brandebourg-Culmbach et les généraux Samuel, comte de Schmettau (futur Feldmarschall prussien), Wachtendonk et Waldstein. Les forces autrichiennes lancent une large offensive qui contraint les chefs insulaires à se rendre à Frédéric-Louis. Celui-ci les remet aux Génois contre la garantie impériale de leur liberté et rembarque pour Gênes avec ses troupes, où il arrive le 18 juillet 1732. Il est accueilli par le Sénat de Gênes avec une salve de canons et tous les honneurs, puis est couvert de cadeaux. Les Génois ne respecteront pas la garantie impériale, ni pour les concessions, ni pour la liberté des chefs, ce qui relancera l'insurrection.

#### Guerre de succession de Pologne
Lorsqu'Auguste II le Fort décède en février 1733, son fils projette de lui succéder sur le trône de Pologne (sous le nom d'Auguste III). L'empire germanique de l'empereur Charles VI et la Russie soutiennent ce projet, mais la France préfère voir l'ancien roi et beau-père de Louis XV, Stanislas Leszczyński, sur le trône. Cette mésentente ouvre une crise de succession.
Frédéric-Louis conduit fin août 1733 un corps d'observation vers Groß-Glogau (aujourd'hui Głogów, Pologne) pour surveiller l'élection royale polonaise puis hérite du commandement des troupes stationnées aux Pays-Bas avant d'être envoyé de nouveau en Italie pour récupérer la direction de l'armée stationnée dans le nord du pays (et qui toutefois ne connaîtra pas le combat cette année-là).

##### Bataille de Parme (ou de San Pietro)
Frédéric-Louis cède le 5 février 1734 le commandement suprême du contingent italien au Feldmarschall Claude Florimond de Mercy et se rend en Silésie pour en ramener quelques régiments vers Mantoue où Mercy se tient. Après un énième passage à Dresde, Frédéric-Louis se retrouve en Italie pour suppléer Mercy qui vient de subir une attaque cérébrale et veut tout de même continuer de diriger l'armée depuis son lit d'hôpital.
Les premières escarmouches commencent début juin avec les troupes franco-sardes, commandées par le roi Charles-Emmanuel Ier et le maréchal Coigny (1670–1759), qui sont trois fois supérieures en nombre.
Frédéric-Louis se décide donc pour un retrait et attend des renforts. Cette décision est cependant âprement critiquée par Mercy, encore convalescent et toujours à l'hôpital. Mercy retrouve le champ de bataille à peine quatre jours plus tard et Frédéric-Louis reprend la direction des seules troupes allemandes.
Deux semaines plus tard, le maréchal Mercy souhaite reprendre l'offensive et rentre dans un conflit permanent avec Frédéric-Louis, conflit qui culmine le matin du 29 juin lorsqu'il entreprend de mettre ses troupes en ordre de bataille, sans ses généraux et de façon irréfléchie, face à l'armée française regroupée devant Parme. Mercy est tué dès la première attaque : le commandement des troupes impériales échoit de nouveau à Frédéric-Louis. La bataille s'interrompt le soir sans qu'un des deux camps n'ait pu remporter la décision, à cause des nombreuses pertes de chaque côté et faute d'un ravitaillement suffisant.
Curieusement, les deux parties tiennent la bataille pour perdue et le maréchal Coigny envoie un messager à Paris pour signaler la mauvaise nouvelle. Des deux côtés ont succombé environ 3 300 soldats, 156 officiers et 10 généraux. Frédéric-Louis, lui-même légèrement blessé, replie ses troupes sévèrement affaiblies sur Montechiarugolo, une fortification au sud-est de Parme.

##### Bataille de Guastalla et mort
Bien que Frédéric-Louis ne porte aucune responsabilité dans le désastre, l'empereur transfère le commandement du contingent italien au feld-maréchal Lothaire von Königsegg. Comme la troupe est dans un état déplorable et que les environs du camp ne permettent pas de se réapprovisionner correctement, Königsegg décide, le 15 septembre, de quitter les lieux et de marcher en direction de Quistello.
Les impériaux réussissent le lendemain matin à attaquer par surprise l'armée franco-sarde qui se reposait entre Quistello et Bondanello et à s'emparer de la place. Dans cette opération, Frédéric-Louis mène un corps de 10 000 hommes vers la localité de San Benedetto, où le roi Charles-Emmanuel tient son quartier-général.
L'armée franco-sarde se retire après sa défaite du 16 dans les environs de Guastalla et, occupant adroitement le terrain, attend l'attaque de l'armée allemande qui a progressé entretemps jusqu'à Luzzara. Sur la base d'une mauvaise information des éclaireurs rapportant une prétendue retraite des Français, Königsegg monte à l'assaut le matin du 19 septembre mais la position de l'ennemi s'avère inexpugnable. Les régiments impériaux attaquent par vagues jusqu'à midi, sans succès et au prix de lourdes pertes. Frédéric-Louis perd son cheval et alors qu'il monte sur une nouvelle monture, il reçoit une balle dans l’œil droit, puis une autre dans la poitrine : le prince de Wurtemberg succombe. Le maréchal Königsegg doit reconnaître sa défaite.
Le prince Frédéric-Louis est enterré en grande cérémonie le 21 septembre à Mantoue, en l'église Sainte-Agnès (qui n'existe plus aujourd'hui).

## Postérité
Frédéric-Louis est considéré par les spécialistes contemporains comme l'un des généraux les plus capables du Saint-Empire au XVIIIe siècle. Bravoure et vaillance au combat, aussi bien qu'une excellente vision stratégique et tactique dans le commandement lui sont reconnues. Il savait faire preuve de noblesse et d'équité envers ses amis comme ses ennemis. À la cour, il avait la réputation d'une personne très sociable, qui appréciait aussi bien les fêtes à Dresde que le luxe de la monarchie saxonne à l'époque d'Auguste le Fort. Il est mort sans descendance.
Son nom et ses armoiries ont été reprises par sa femme Ursule-Catherine de Teschen, ainsi que l'y autorisait le contrat de mariage. La famille de Wurtemberg a d'abord tenté de s'y opposer, puis s'y est résolue tacitement.